# Mainland (Canada)
Mainland is een plaats en local service district in de Canadese provincie Newfoundland en Labrador. De plaats bevindt zich op het schiereiland Port au Port aan de westkust van het eiland Newfoundland.

## Geografie
Mainland ligt in het westen van Port au Port, een groot schiereiland aan de westkust van Newfoundland. De plaats is een ruim 4 km lang lintdorp gevestigd op een smalle kustvlakte aan de oevers van de Saint Lawrencebaai. De hoofdbaan van het dorp is provinciale route 463, die een groot deel van de kust van het schiereiland volgt.
Mainland ligt een drietal kilometer ten zuidwesten van het gelijkaardige kustdorp Three Rock Cove. In de andere richting is de meest nabijgelegen plaats Cape St. George, de hoofdplaats van het schiereiland. Deze ligt op een rijafstand van zo'n 15 km van Mainland, aan de andere kant van de White Hills.
Twee riviertjes monden ter hoogte van Mainland in zee uit, namelijk de Cointres Brook in het westen en de Mainland Brook in het oosten. Drie kilometer voor de kust van het dorp ligt Red Island, een onbewoond eiland met steile, enigszins roodachtige kliffen.

## Geschiedenis
Mainland is een van de vier dorpen op Port au Port die in de 19e eeuw gesticht werden door Franse vissers. Bij de Franco-Newfoundlandse gemeenschap staat de plaats al sinds haar stichting bekend als La Grand'Terre, al heeft enkel de Engelstalige plaatsnaam een officiële status.
Sinds 1981 hebben de inwoners van het in gemeentevrij gebied gelegen Mainland beperkt lokaal bestuur doordat de plaats een local service district (LSD) werd.
In 2022 vroegen de local service districtsleden van Mainland en Three Rock Cove aan de provincieoverheid om een onderzoek te doen naar de eventuele fusie van beide LSD's tot één volwaardige gemeente. Volgens het in 2024 gepubliceerde onderzoek was er ook bij de bevolking steun voor dit idee. Er is echter nog geen definitief besluit genomen door het provinciebestuur.

## Demografie
De designated place Mainland kent demografisch gezien, net zoals de meeste afgelegen plaatsen op Newfoundland, reeds jarenlang een dalende trend. Tussen 1991 en 2021 daalde de bevolkingsomvang van 507 naar 277. Dat komt neer op een daling van 230 inwoners (-45%) in dertig jaar tijd.
| Demografische ontwikkeling van Mainland tussen 1991 en 2021     |
| --------------------------------------------------------------- |
|                                                                 |
| Bron: Statistics Canada (1991–1996, 2001–2006, 2011–2016, 2021) |

### Taal
Volgens de volkstelling van 2021 had zo'n 84% van de Mainlandse bevolking het Engels als (al dan niet gedeelde) moedertaal; alle anderen waren die taal machtig. De plaats telde 55 moedertaalsprekers van het Frans, waaronder 45 die de taal als enige moedertaal hadden en tien personen die Engels en Frans als hun gedeelde moedertalen beschouwden. In hetzelfde jaar waren er zo'n 125 mensen het Frans machtig. Dit komt neer op zo'n 20% moedertaalsprekers van het Frans en zo'n 45% van de bevolking die de taal machtig is, wat uitzonderlijk hoog is in het vrijwel uitsluitend Engelstalige Newfoundland.
Het dorp huisvest het Centre scolaire et communautaire Saint-Anne, een van slechts vijf Franstalige scholen in Newfoundland en Labrador.